# 247
El año 247 (CCXLVII) fue un año común comenzado en viernes del calendario juliano, en vigor en aquella fecha.
En el Imperio romano el año fue nombrado como el del consulado de Filipo y Severo" o, menos comúnmente, como el 1000 Ab urbe condita, siendo su denominación como 247 posterior, de la Edad Media, al establecerse el Anno Domini.

## Acontecimientos

### Imperio romano
- Se cumple el año 1000 Ab urbe condita, es decir, se celebra el milenio de la fundación de la ciudad de Roma con grandes fastos.
- Filipo el Árabe marca el milenio de Roma celebrando los Ludi Saeculares.
- Filipo el Árabe y su hijo de 10 años de edad, Marco Julio César Filipo, ejercen como cónsules romanos.
- Los Godos aparecen en la frontera del bajo Danubio, invaden Ucrania y Rumania.

### Asia
- Himiko de Yamataikoku, en Japón, comienza una guerra contra Himikoko, el rey de Kunukoku.

### Religión
- Último de los dos Consejos de Arabia de la Iglesia católica que se celebra en Bostra, Arabia Saudita.

## Nacimientos
- Helena de Constantinopla, emperatriz romana (según algunas fuentes, aunque es más probable en 248).
- Cao Huan, el último emperador del Reino de Wei (m. 302)

## Fallecimientos
- Zhang Chunhua, mujer de Sima Yi, madre de Sima Shi y Sima Zhao (n. 302).
- Xiang Lang, ministro del Segundo Reino de Shu.
- Bu Zhi, estudioso del Reino de Wu.